# Palud (ruisseau)
Pour les articles homonymes, voir Palud.
Le Palud est un ruisseau français, affluent de la Brédoire, dans le département de la Charente-Maritime en région Nouvelle-Aquitaine. C'est donc un sous-affluent de la Boutonne et de la Charente.

## Géographie
- Sa longueur est de 5,9 km[1].

## Principaux affluents
- Le Palud n'a pas d'affluent.
- Il est le seul affluent de la Brédoire.

## Communes et cantons traversés
- Ce ruisseau traverse 2 communes : Saint-Mandé-sur-Brédoire et Aulnay-de-Saintonge
- Et un seul canton, le Canton d'Aulnay